# Ahvenjärvi (sjö i Finland, Lappland, lat 66,83, long 26,35)
Ahvenjärvi är en sjö i Finland. Den ligger i kommunen Rovaniemi i landskapet Lappland, i den norra delen av landet, 700 km norr om huvudstaden Helsingfors. Ahvenjärvi ligger 235,3 meter över havet. Arean är 42 hektar och strandlinjen är 2,64 kilometer lång. Sjön  ingår i Kemi älvs huvudavrinningsområde.   Den sträcker sig 1,1 kilometer i nord-sydlig riktning, och 0,8 kilometer i öst-västlig riktning.